# TEDMED
TEDMED  — ежегодная конференция, посвященная здоровью и медицине. TEDMED – независимое  мероприятие, действующее по лицензии некоммерческой конференции TED.

## Описание
Персонал TEDMED действует в Стэмфорде, штат Коннектикут. Текущая версия TEDMED проходила 10-13 апреля на Джона Ф. Кеннеди Центра исполнительских искусств в Вашингтоне, округ Колумбия.
Выступления на TEDMED сочетают «здравоохранение, информацию и технологии в их взаимосвязи» с «убедительными личными историями» и «возможностью заглянуть в будущее здравоохранения».
Цель конференции - собрать одарённых людей, инновационных, интеллектуальных пионеров медицинских технологий, представителей СМИ и индустрии развлечений на одном большом четырёхдневном званом обеде, чтобы люди разных дисциплин и отраслей учились друг у друга и взаимодействовали для решения больших проблем в здравоохранении».

## История
TEDMED был основан в 1998 году создателем TED Ричардом Солом Вурманом и воссоздан и запущен предпринимателем Марком Ходошем в 2009 году.
В 2001 году фонд Sapling Foundation, которым управляет предприниматель Крис Андерсон, приобрел TED. Вурман, однако, сохранил права на TEDMED, хотя конференции не в рамках TEDMED и проходили с 2005 по 2008 год.
В 2008 году Вурман продал TEDMED Марку Ходошу, продолжая действовать в качестве консультанта и соведущего течение двух лет. Первое собственное мероприятие Ходоша было проведено в Сан-Диего в октябре 2009 года. В январе 2010 года TED.com начал размещать видео выступлений на TEDMED на сайте TED.
Второе собственная версия TEDMED Ходоша состоялась в октябре 2010 года, также в Сан-Диего. Билет на мероприятие 2011 года стоил 4000 долларов. Она привлекла максимальную аудиторию в 600 участников, все билеты проданы на второй год, с длительным листом ожидания.
В апреле 2011 года предприниматель Джей Уокер и группа руководителей и инвесторов приобрели TEDMED у Ходоша.
17-19 апреля 2013 г. в Москве впервые прошла лицензионная конференция TEDMEDLive Russia.